# Nupserha nigricornis
Nupserha nigricornis là một loài bọ cánh cứng trong họ Cerambycidae.